# Trymowanie sierści

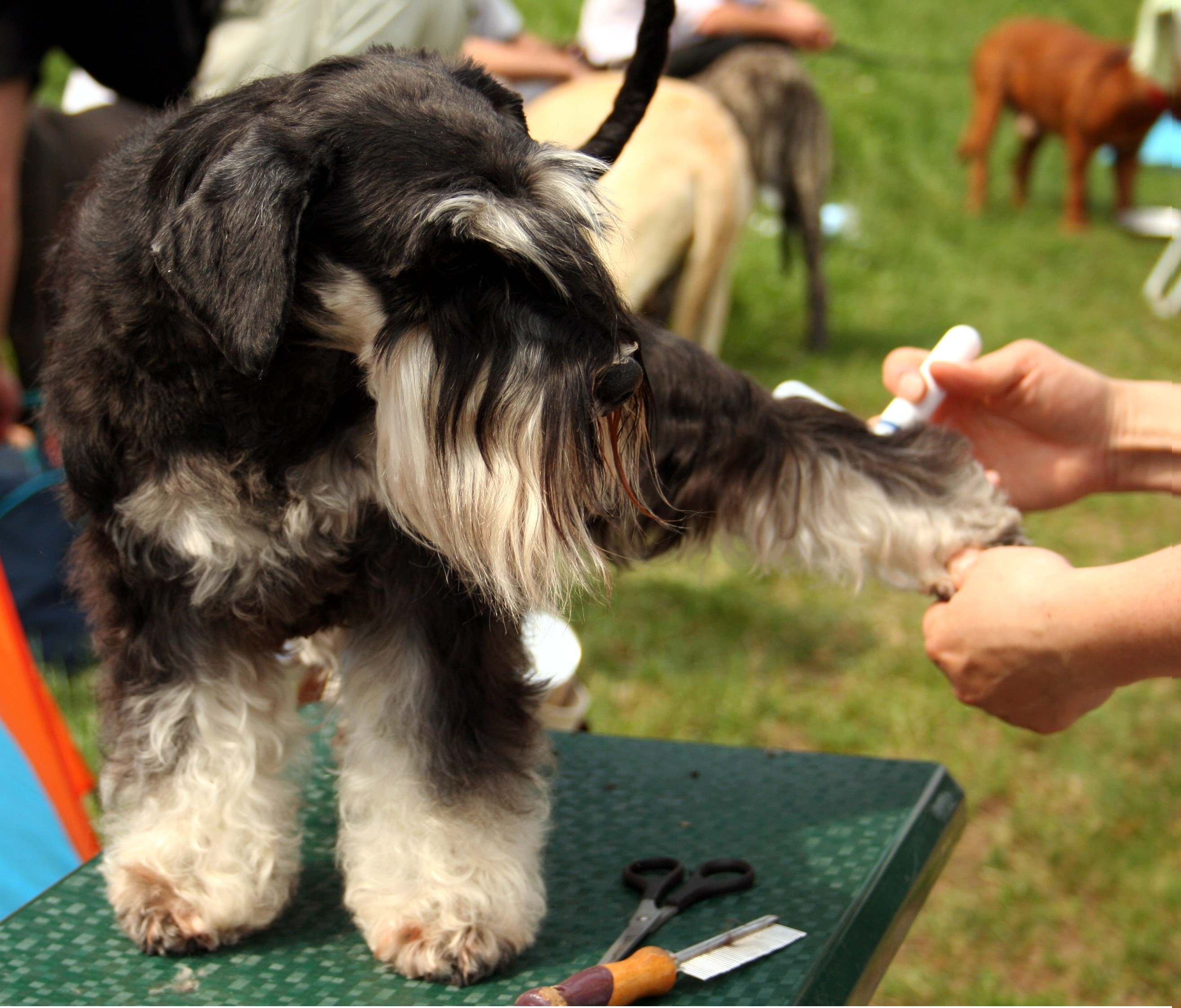
Trymowanie sierści

Trymowanie sierści – zabieg pielęgnacyjny polegający na usuwaniu martwej sierści psa. 
Trymowanie poprawia jakość sierści: usztywnia ją, zmniejsza wzrost podszerstka, poprawia kolor, a także eliminuje problem sierści w domu, ponieważ pies wytrymowany nie gubi sierści. Zabieg ten dotyczy ras psów szorstkowłosych.
Częstość przeprowadzania zabiegu wynosi około 1-2 miesiące, a ustala się ją na podstawie ręcznego badania wypadania sierści lub obserwując, ile sierści zostaje na powierzchniach (dywanach, meblach), gdzie pies przebywa. 
Trymowanie nie jest zabiegiem bolesnym, gdyż usuwana jest martwa sierść, a w jej miejsce rośnie zdrowy włos. Martwa sierść albo wypada sama, albo też pozostając utrudnia wzrost owłosienia. Trymowanie przeprowadza się za pomocą palców lub nożyka trymerskiego. Trymowanie psów ras, u których nie tworzy się specjalnych fryzur, jest stosunkowo proste: trymerem posługuje się prawie tak samo jak grzebieniem, z tą różnicą, że nie rozczesuje się włosa, tylko przejeżdża po nim trymerem pojedynczymi długimi ruchami z kierunkiem włosa. Jednakże większość psów ras, które wymagają trymowania (teriery, sznaucery) wymaga utworzenia konkretnej fryzury. W takich przypadkach trymowanie wymaga wielkiej wprawy, a sam proces trwa kilka godzin. Podczas trymowania ważne jest, aby nie tylko usunąć martwe włosy, ale również zrobić to we właściwy sposób. Błędy w trymowaniu mogą doprowadzić nie tylko do pogorszenia efektu wizualnego, ale również do poważnych problemów skórnych psa.  